# 岐阜県道・長野県道6号中津川田立線
岐阜県道・長野県道6号中津川田立線（ぎふけんどう・ながのけんどう6ごう なかつがわただちせん）は、岐阜県中津川市と長野県木曽郡南木曽町田立を結ぶ主要地方道（岐阜県道・長野県道）である。

## 概要

### 路線データ
- 路線認定
  - 起点：岐阜県中津川市[3]
  - 終点：長野県木曽郡南木曽町田立[4]
- 道路の区域
  - 起点：岐阜県中津川市中津川（国道19号交点）
  - 終点：長野県木曽郡南木曽町[2]（国道19号交点）
  - 実延長距離：19.676 km
    - 岐阜県：16.359 km[1]、長野県：3.3169 km[2]
- 道路法第7条第1項該当号：5号[5]

## 歴史
- 1959年（昭和34年）8月1日：長野県道犬帰中津川線の認定。
  - 犬帰と言う地名は昭和時代のうちに消滅したとされ現在は存在せず中津川市山口の北端とされる。
- 1960年（昭和35年）3月5日：岐阜県道267号犬帰中津川線の認定。
- 1977年（昭和52年）2月27日：岐阜県が整理番号を104へ変更。
- 1982年（昭和57年）4月1日：建設省（現・国土交通省）が一般県道犬帰中津川線を主要地方道中津川山口線に指定[6]。
- 1983年（昭和58年）
  - 1月17日：長野県道104号犬帰中津川線を長野県道72号中津川山口線へ変更。
  - 1月28日：岐阜県道104号犬帰中津川線を岐阜県道42号中津川山口線へ変更。
- 1993年（平成5年）5月11日：建設省から、主要県道中津川山口線が中津川山口線として主要地方道に再指定される[7]。
- 1994年（平成6年）4月1日：岐阜県が路線番号を42番から6番へ変更、長野県が路線番号を72番から6番へ変更。
- 2005年（平成17年）2月13日：木曽郡山口村が中津川市へ越県合併。終点を木曽郡山口村から中津川市へ変更。（告示は2月10日）
- 2010年（平成22年）12月24日：終点を岐阜県中津川市から長野県木曽郡南木曽町田立に変更するとともに、路線名を中津川山口線から中津川田立線に変更[8][9]。

## 路線状況

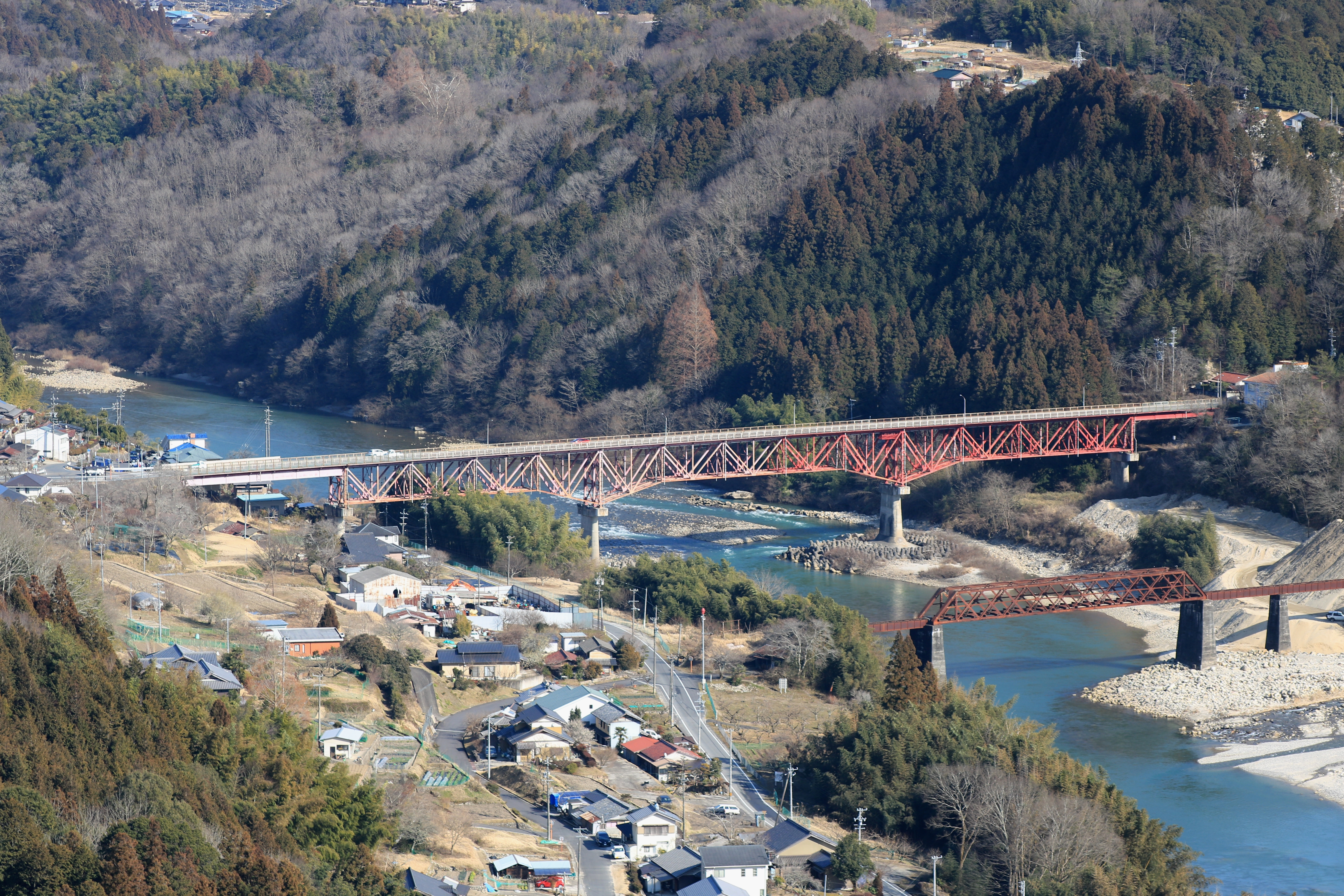
玉蔵大橋（2017年3月撮影）

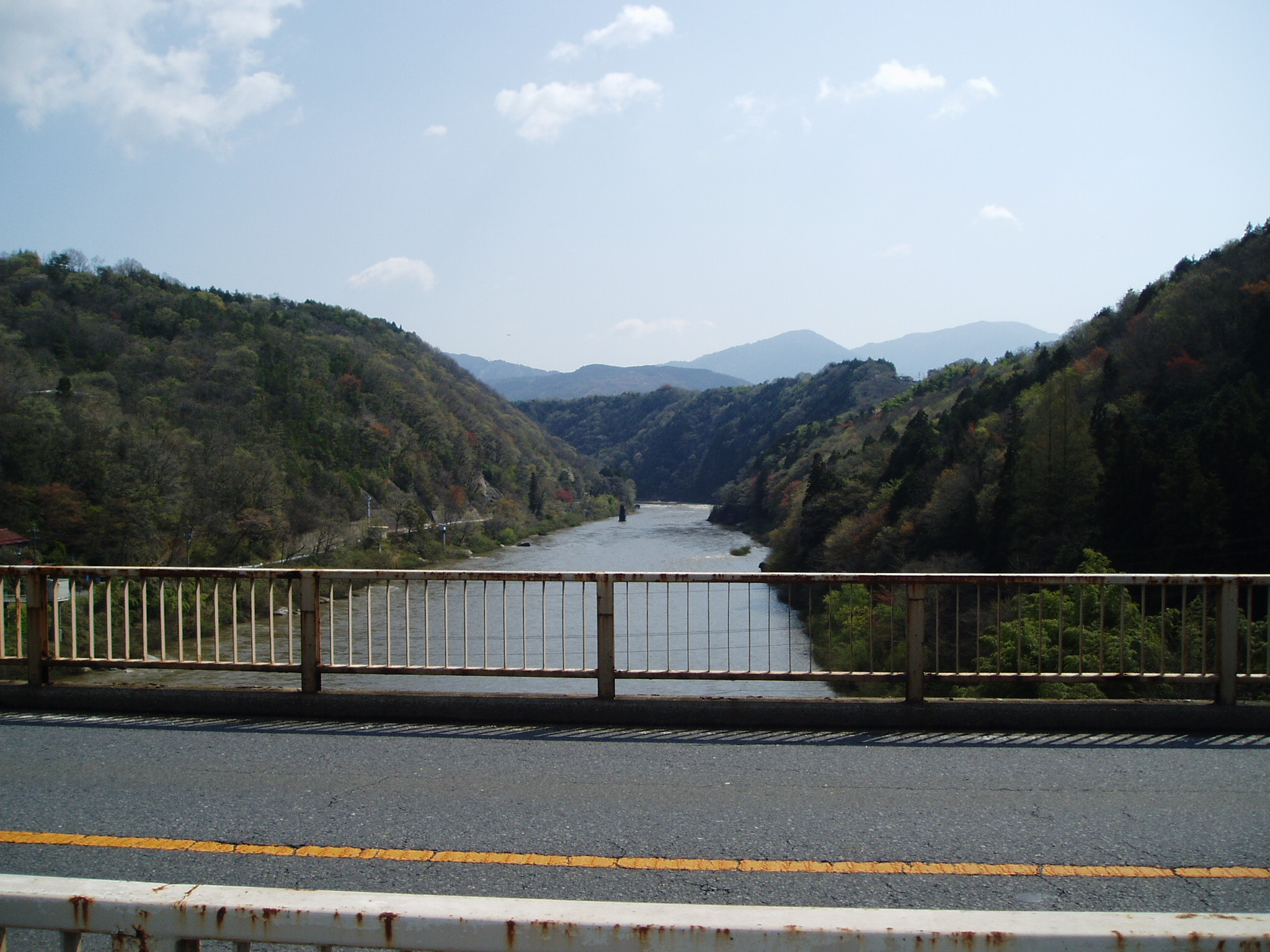
玉蔵大橋から木曽川上流を望む。右岸に本県道が続いている（2011年4月撮影）

以前は木曽川左岸の旧山口村（現・中津川市）が終点であったのが、国道19号の路線の改良により木曽川右岸の南木曽町に国道19号の交点が移動した際、路線終点の変更告示がなされなかったため、公的な終点と実質的な終点が異なる状態が続いていたが、2010年の路線変更の告示により、齟齬は解消された。
- 中津川市北野交差点から玉蔵大橋北側のT字路交差点までは、城山大橋（中津川有料道路）完成（1984年（昭和59年））以前の国道257号の旧道が本路線に指定されている。
- 玉蔵大橋北側のT字路交差点から落合ダム周辺の区間については特に狭いものの舗装済みであり、車両の通行も可能。
- 黒瀬街道の一部。
- この付近で木曽川の左岸を走る国道19号と対を成すように、同川の右岸沿いを走る県道であるが、一部区間狭隘部分が続き、また未改良区間も多いためか、交通量は少ない[10]。

### 重複区間
- 国道256号（岐阜県中津川市坂下地内）

## 地理

### 通過する自治体
- 岐阜県
  - 中津川市
- 長野県
  - 木曽郡
    - 南木曽町

### 交差する道路
- 国道19号（中津川市中津川、起点）
- 国道256号（岐阜県中津川市坂下・乙坂交差点）
- 岐阜県道419号坂下停車場線（岐阜県中津川市坂下・国道256号重複区間）
- 国道256号（岐阜県中津川市坂下）
- 国道19号（木曽郡南木曽町・田立入口交差点、終点）

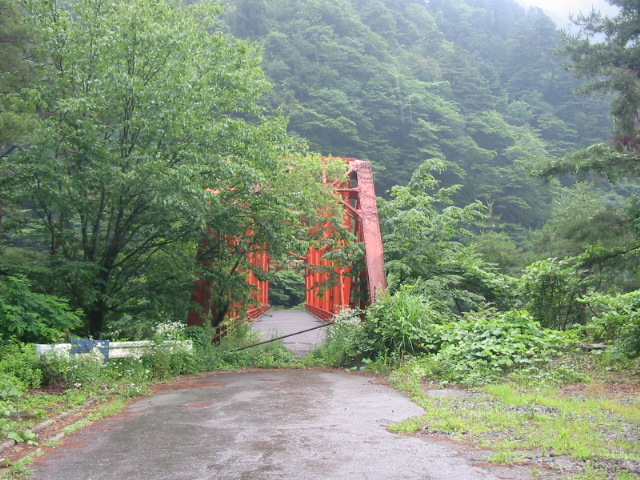
終点付近の旧道。かつてはこの橋（矢筈橋）を渡った木曽川対岸の旧山口村が終点であった。
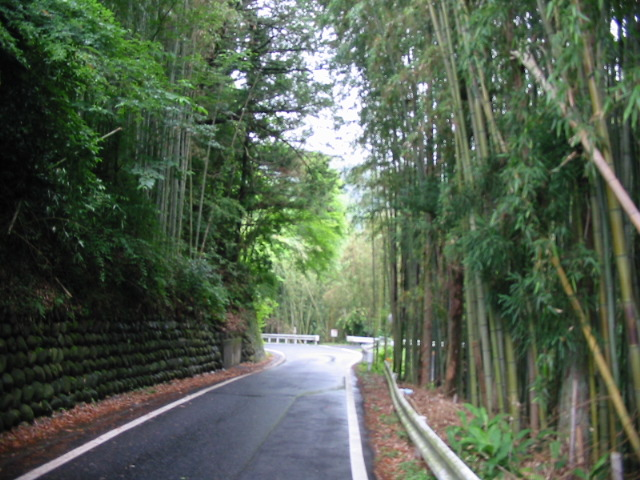
岐阜県側の隘路。大型車通行止となっている。
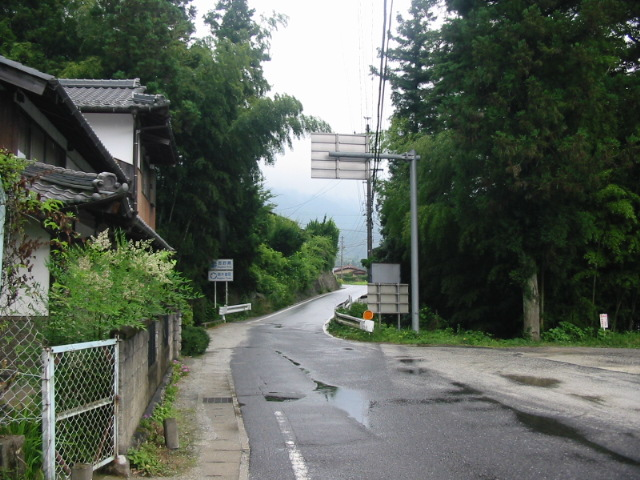
岐阜県・長野県境